# Сашенков, Евгений Петрович
Евгений Петрович Сашенков (25 апреля 1927, Дерибино, сельское поселение «Село Волконское» — 14 мая 2009, Москва) — советский журналист, спецкор Гостелерадио СССР, крупнейший полярный филателист, автор многочисленных книг, заметок и статей по филателии. Создатель самой известной книги по истории советской арктической почты. Действительный член Русского Географического общества, член Международной ассоциации журналистов-филателистов, автор многочисленных книг и статей по филателии.

## Биография
Родился в 1927 году в деревне Дерибино Калужской области.
Работая журналистом на «Московском Радио», много путешествовал. Посетил Мурманск, Нарьян-Мар и Салехард, остров Диксон, мыс Челюскин, остров Вайгач и Бухту Тикси, Дудинку, Игарку и Норильск, Якутск, Мирный и Верхоянск, совершил два полёта на Северный полюс, побывал на дрейфующих льдинах «Северный полюс-15» и «Северный полюс-22». Встречался с зимовщиками полярных станций на островах Северной Земли, на Диксоне и Челюскине, в Тикси и на острове Мостах, совершал полёты над Таймыром, Якутией и Ямалом, трансарктические туристские рейсы на теплоходе, плавания на атомоходе «Ленин» и поездки по Кольскому полуострову.
Работал специальным корреспондентом Гостелерадио СССР, вёл Клуб радиопутешествий по Советскому Союзу для зарубежных слушателей. 
В 1958 году обратился к Министерству связи СССР с собственной инициативой: отметить специальным гашением успешный полёт второго ИСЗ. Сам же он изготовил и эскиз для штемпеля. В дальнейшем являлся автором специальных почтовых штемпелей: «5000 оборотов третьего спутника, Москва, К-9, 08.05.1959» и «2 года со дня запуска 1-го спутника Земли. Москва, Г-242, 04.10.1959».
В 1959 году стал одним из организаторов Объединения коллекционеров «Космос, Арктика, Антарктика» в Москве.
В 1966 году была выпущена книга Е. П. Сашенкова в соавторстве с М. Е. Левиным «Филателия под знаком пяти колец», где авторы в увлекательной форме знакомили читателя с олимпийской филателией. Книга быстро нашла своего читателя и была переиздана в переработанном виде в 1980 году тиражом 95 000 экземпляров.
Сашенков был лично знаком с Юрием Гагариным, который 17 апреля 1961 года дал ему автограф на серии почтовых гравюр «Первый в истории космический полёт, совершённый 12 апреля 1961 года советским гражданином Юрием Алексеевичем Гагариным на корабле-спутнике „Восток“», а незадолго до своей гибели Гагарин с интересом прочитал рукопись будущей книги Е. Сашенкова «Почтовые сувениры космической эры» (1969) и написал к ней предисловие.

И вот появляется книга, которая пропагандирует неведомую прежде функцию почтовой марки. Повествуя об обыденном и необычном, воссоздавая широкое полотно «космофилателии», эта книга исподволь подготавливает человека к мысли о том, что когда-нибудь Вселенная станет обычным почтовым маршрутом,— Юрий Гагарин. 13 октября 1967 г..
В 1975 году из печати вышла монография Е. П. Сашенкова «Полярная почта». Работая над книгой несколько лет, он собрал и ввёл в научный оборот богатый материал, заложив фундамент почтовой истории русской Арктики.

Несомненно число энтузиастов русской полярной филателии, после появления книги Сашенкова, увеличится. Дел хватит на всех и на филателистов в СССР, и на зарубежных коллекционеров-исследователей,— отозвалась на книгу газета Новое русское слово.
В 1977 году в советской печати вышел «Филателистический словарь» немецких филателистов Вольфрама Граллерта и Волдемара Грушке — переводная работа Евгения Сашенкова в соавторстве с Ю. М. Соколовым, внёсшая большой вклад в развитие филателии в СССР.
В 1980 году была опубликована новая работа Сашенкова — «Филателия страны пингвинов», приуроченная к 25-летию советских исследований в Антарктиде. В ней была сделана первая попытка обзора и систематизации филателистических событий и материалов антарктических экспедиций СССР.
Печатался в журналах «Вокруг света», «Филателия», «Коллекционер», газетах «Советская культура», «Независимая газета. Коллекции».
Член Международной ассоциации журналистов-филателистов, член Русского Географического общества, постоянный радиоведущий в области филателии на Западную Европу, специалист в области почты районов Крайнего Севера, Арктики и Дальнего Востока, а также знаков почтовой оплаты Германии и стран Балканского полуострова. Постоянный участник филателистических выставок.
В 2002 году получил первое место и золотую медаль на Всероссийской филателистической выставке «Православие и культура—2002» с экспозицией «Московская Патриархия — клиент почтовой службы России 1830—1916 гг.» Его коллекция раскрыла совершенно неизученный пласт русской культуры — на хорошо сохранившихся открытках виден почерк иереев и их секретарей, паломников и жертвователей.
В 2003 году стал одним из учредителей региональной общественной организации «Московское общество филателистов».
Жил и работал в Москве. Скончался 14 мая 2009 года.

## Труды
- Филателия под знаком пяти колец [Текст] / Е. П. Сашенков, М. Е. Левин. — Москва : Связь, 1966.
- Советская космонавтика в филателии [Текст] : Каталог-справочник. — Москва : Глав. филателист. контора, 1967.
- Футбол в филателии [Текст] / М. Е. Левин, Е. П. Сашенков. — Москва : Связь, 1970.
- Полярная почта [Текст]. — Москва : Связь, 1975.
- Северный Ледовитый — в океане филателии [Текст] / Е. Сашенков. — Москва : Связь, 1976.
- Почтовые дороги космонавтики [Текст] / Е. П. Сашенков. — 2-е изд., перераб. и доп. — Москва : Связь, 1977.
- Граллерт В., Грушке В. Филателистический словарь / Сокр. пер. с нем. Ю. М. Соколова и Е. П. Сашенкова. — М.: Связь, 1977.
- Филателия страны пингвинов / Е. П. Сашенков. — М. : Связь, 1980.
- На почтовых трактах Севера : (К истории почты Якутии) / Е. П. Сашенков. — Якутск : Кн. изд-во, 1989

## Избранные статьи
- Сашенков Е. Портрет Гавойн Юнгараую // Вокруг света, 1966. № 3. С. 64.
- Сашенков Е. Почта ГУЛАГа Дальстрой // Филателия. 1992. № 4.
- Сашенков Е. Старая Москва в открытках // Коллекционер. 1997. № 33. С. 239—248.
- Сашенков Е. Наша боль — православная Сербия. Быть ли «синдрому Косово» символом эпохи? // Филателия. — 2001б. — № 6. — С. 10—12.
- Сашенков Е. Почтовая открытка — иностранка. К вопросу о коллекционной ценности // Независимая газета. — 2005. — № 98 (3494). — 20 мая.
- Сашенков Е. Кто же истинный отец марки № 1? Неверные акценты в освещении истории // Независимая газета. — 2005. — № 3 (3399). — 14 января.